# (6955) Ekaterina
(6955) Ekaterina (1987 SP15) – planetoida z grupy pasa głównego asteroid okrążająca Słońce w ciągu 5,48 lat w średniej odległości 3,11 j.a. Odkryta 25 września 1987 roku.